# Dudukchu
Dudukchu (en azéri Düdükçü) est un village d'Azerbaïdjan faisant partie du raion de Khojavend. Elle fut jusqu'en 2020, une communauté rurale de la région de Hadrout, au Haut-Karabagh, sous le nom de Kyuratagh (en arménien Քյուրաթաղ). Elle compte 274 habitants en 2005.